# Brunnera orientalis
Espèce
Classification phylogénétique
La brunnère d'Orient - Brunnera orientalis - est une plante de la famille des Boraginacées. Elle est originaire d'Asie mineure.

## Description
Il s'agit d'une plante herbacée vivace et rhizomateuse. Elle est assez fortement rameuse et peut atteindre 60 centimètres de haut. Les feuilles, ovales-lancéolées, à la base de la plante, sont alternes et portées par un long pétiole.
Les inflorescences sont sans bractée. La corolle de la fleur - bleue - est courte, très semblable à celles des espèces du genre Myosotis. Elle est pentalobée, avec cinq ovaires.
Le tube est court, de longueur comparable à celle du calice. Les anthères sont à l'intérieur du tube sur un court filament. Les grains de pollen, petits, portent une bande équatoriale épineuse.
Les stigmates se terminent par des papilles irrégulières et acérées.
Le nombre de chromosomes est 2 n = 12.

## Distribution
Cette espèce est localisée en Asie Mineure : Égypte, Israël, Jordanie, Liban, Syrie.
Elle s'est implantée surtout en zone montagnarde.

## Historique et position taxinomique
Brunnera orientalis est décrite une première fois en 1840 par Joseph August Schenk à partir d'un exemplaire en provenance du Liban. Il la place dans le genre Myosotis : Myosotis orientalis.
En 1846, Alphonse Pyrame de Candolle décrit sous le nom de Anchusa neglecta cette même espèce à partir d'un exemplaire collecté en Syrie
En 1924, Ivan Muray Johnston la déplace dans le genre Brunnera.
Avec le caractère monophylétique du genre, le classement de Brunnera orientalis est confirmé par les études phylogénétiques de Hartmut H. Hilger, Federico Selvi, Alessio Papini et Massimo Bigazzi (document en référence).
Elle compte donc deux synonymes :
- Anchusa neglecta A.DC.
- Myosotis orientalis Schenk

Trois variétés sont répertoriées :
- Brunnera orientalis var. elatior Gusul. (1923)
- Brunnera orientalis var. gracilis Gusul. (1923)
- Brunnera orientalis var. indurata Gusul. (1923)